# Strobilanthes phyllocaulos
Strobilanthes phyllocaulos är en akantusväxtart som beskrevs av C. B. Cl.. Strobilanthes phyllocaulos ingår i släktet Strobilanthes och familjen akantusväxter. Inga underarter finns listade i Catalogue of Life.